# José Ángel Sánchez Asiaín
Jose Angel Sanchez Asiain, 1er marquis d'Asiaín, né le 1er mars 1929 à Barakaldo en Biscaye et mort le 31 décembre 2016 à Madrid, est le président espagnol de la Fondation BBV.

## Biographie
Il est membre honoraire du Club de Rome. 

## Distinctions
- Créé marquis héréditaire d'Asiaín par SM le roi Juan Carlos d'Espagne, le 8 avril 2010
- Grand-croix de l'ordre d'Alphonse X le Sage
- Grand-croix de l'ordre de l'Infant Dom Henri
- Commandeur grand-croix de l'ordre royal de l'Étoile polaire